# Prowincja Champasak
Champasak (laot. ຈໍາປາສັກ) – prowincja Laosu, znajdująca się w południowej części kraju. Graniczy bezpośrednio z Tajlandią i Kambodżą.
Przez całą prowincję przepływa rzeka Mekong. Mieszczą się tu również ruiny świątyni z czasów Angkoru – Wat Phu.
Prowincja graniczy od północy z prowincją Saravane, od wschodu z prowincja Xékong i Attapu. Od południa graniczy z Kambodżą (prowincjami Stoeng Treng i Preah Vihear). Zachodnia część prowincji graniczy z Tajlandią (prowincja Ubon Ratchathani).

## Podział administracyjny
Prowincja Champasak dzieli się na dziesięć dystryktów:
1. Bachiangchaleunsook
2. Champassack
3. Khong
4. Moonlapamok
5. Pakxé
6. Paksong
7. Pathoomphone
8. Phônthong
9. Sanasomboon
10. Sukhuma.